# ハディブ
座標: 北緯12度39分 東経54度01分 / 北緯12.650度 東経54.017度
ハディブ (アラビア語: حديبو Ḥādībū) 、またはハディボ、かつてはタムリダ (アラビア語: تمريدة)とも呼ばれたこの町は、イエメンのソコトラ島北部海岸に位置する町である。ハディブはジャバル・アル＝ジャヒールからそう遠くは離れていない。ハディブは列島で最も大きな町であり、2004年の国勢調査によると、8,545人が居住している。ハディブはソコトラの2つの行政区のうち、ソコトラ東部を占めるヒダイブ地区の首都である。ハディブの住民の主要な収入源は畜産である。
ソコトラ空港はハディブの西12キロメートル (7.5マイル)、列島で3番目に大きな町、Qād̨ubの付近に位置している。ハディブのディーゼル発電機はソコトラで広く電気を利用可能にしている。舗装された道路はソコトラ北岸を海岸にそってクレンシャからハディブ、そしてDiHamri地域までのびており、またほかの舗装された道路が北部海岸からDixsam高原を通って南部へ伸びている。2020年6月20日、南部暫定評議会がヒダイブを占領した。
かつての首府はハディブの東にあった。